# Aleksandrina Naydenova
Aleksandrina Naydenova (en búlgaro: Александрина Найденова; Plovdiv, 29 de febrero de 1992) es una extenista profesional búlgara.
Su mejor clasificación en la WTA fue la número 218 del mundo, obtenida el 9 de septiembre de 2019. En dobles alcanzó número 97 del mundo, que llegó el 24 de octubre de 2016. Hasta la fecha, ha ganado siete individuales y ocho títulos de dobles en el ITF tour.
La tenista fue expulsada de por vida de este deporte después de que una investigación de la Unidad de Integridad del Tenis (TIU) determinara que había amañado partidos entre 2015 y 2019 en multitud de ocasiones.

## TítulosWTA 125s
| Leyenda  | Individuales | Dobles |
| -------- | ------------ | ------ |
| WTA 125s | 0            | 0      |

### Dobles (0)

#### Finalista (1)
| N.º | Fecha               | Torneos | Superficie    | Pareja          | Oponentes                        | Resultado |
| --- | ------------------- | ------- | ------------- | --------------- | -------------------------------- | --------- |
| 1.  | 11 de junio de 2017 | Bol     | Tierra batida | Lina Gjorcheska | Chuang Chia-jung Renata Voráčová | 4–6, 2–6  |

## Títulos ITF

### Individual (7)
| Torneos de $100,000 |
| Torneos de $75,000  |
| Torneos de $50,000  |
| Torneos de $25,000  |
| Torneos de $15,000  |
| Torneos de $10,000  |

| N.º | Fecha                    | Torneo                  | Superficie  | Oponentes          | Resultado     |
| --- | ------------------------ | ----------------------- | ----------- | ------------------ | ------------- |
| 1.  | 14 de septiembre de 2008 | Bogotá, Colombia        | Arcilla (i) | Viky Núñez Fuentes | 6–4, 7–6(7–2) |
| 2.  | 30 de enero de 2011      | Bucaramanga, Colombia   | Arcilla     | Yuliana Lizarazo   | 6–1, 6–2      |
| 3.  | 12 de marzo de 2011      | Concepción, Chile       | Arcilla     | Andrea Benítez     | 1–6, 6–4, 6–4 |
| 4.  | 26 de marzo de 2011      | Rancagua, Chile         | Arcilla     | Catalina Pella     | 3–6, 6–2, 6–2 |
| 5.  | 10 de julio de 2011      | Izmir, Turquía          | Arcilla     | Daria Mironova     | 6–4, 6–3      |
| 6.  | 29 de septiembre de 2012 | Madrid, España          | Arcilla     | Jade Suvrijn       | 6–0, 6–4      |
| 7.  | 25 de enero de 2015      | Sharm el-Sheikh, Egipto | Dura        | Pia König          | 6–3, 6–4      |

### Finalista (8)
| N.º | Fecha               | Torneo                   | Superficie | Oponentes         | Resultado     |
| --- | ------------------- | ------------------------ | ---------- | ----------------- | ------------- |
| 1.  | 20 de junio de 2009 | Melilla, España          | Dura       | Giulia Gasparri   | 5–7, 4–6      |
| 2.  | 26 de junio de 2011 | Izmir, Turquía           | Arcilla    | Elizaveta Ianchuk | 5–7, 1–6      |
| 3.  | 3 de julio de 2011  | Izmir, Turquía           | Arcilla    | Agnese Zucchini   | 5–7, 3–6      |
| 4.  | 17 de julio de 2011 | Izmir, Turquía           | Arcilla    | Ana Bogdan        | 1–6, 2–6      |
| 5.  | 7 de abril de 2012  | Manama, Baréin           | Dura       | Lou Brouleau      | 5–7, 1–6      |
| 6.  | 27 de enero de 2013 | Sharm el-Sheikh, Egipto  | Dura       | Mayar Sherif      | 2–6, 6–2, 1–6 |
| 7.  | 12 de abril de 2015 | León, México             | Dura       | Danielle Lao      | 6–3, 3–6, 5–7 |
| 8.  | 30 de julio de 2016 | Campos do Jordão, Brazil | Dura       | Daniela Seguel    | 5–7, 6–4, 5–7 |

## Expulsión
Aleksandrina fue expulsada de por vida después de que una investigación de la Unidad de Integridad del Tenis (TIU) determinara que había amañado partidos entre 2015 y 2019 en multitud de ocasiones.
Además fue acusada y encontrada culpable de no cooperar con la investigación de la TIU. Unida a la prohibición de regresar a las pistas, se le impuso una multa de 150.000 dólares, según informó el organismo.
Según las investigaciones, Naydenova cometió 13 infracciones del Programa Anticorrupción en el tenis (TACP), 12 de ellas relacionadas con el arreglo de partidos y otra con varios incidentes de no cooperación con el proceso de investigación de la TIU.
La sanción significa que a partir de hoy la jugadora tiene permanentemente prohibido jugar o asistir a cualquier evento de tenis autorizado o sancionado por los órganos rectores del tenis.